# Euchone variabilis
Euchone variabilis är en ringmaskart som beskrevs av Anne D. Hutchings och Murray 1984. Euchone variabilis ingår i släktet Euchone och familjen Sabellidae. Inga underarter finns listade i Catalogue of Life.